# Philippa Pearce

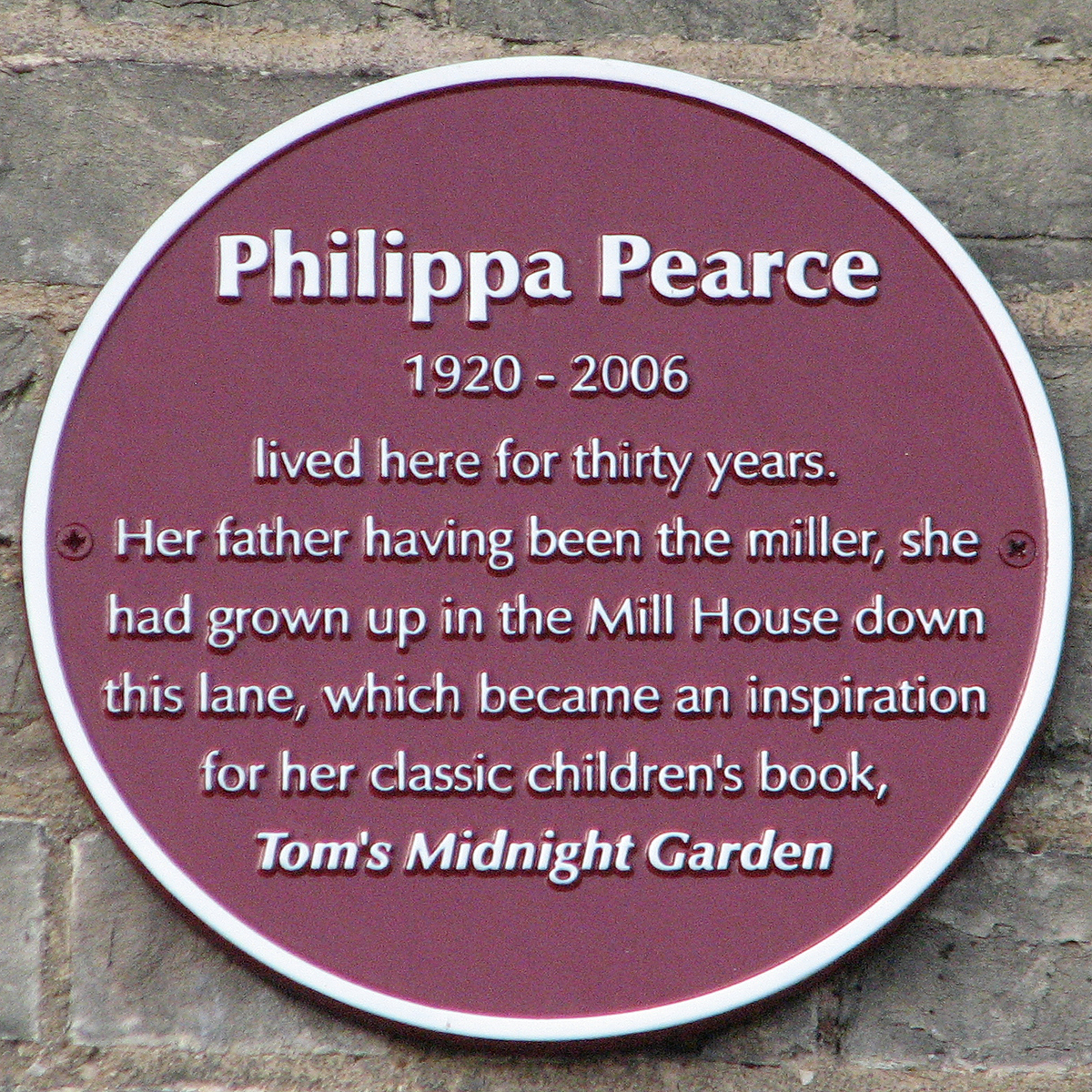
Tablica pamiątkowa w Great Shelford

Philippa Pearce (ur. 23 stycznia 1920 w Great Shelford k. Cambridge, zm. 21 grudnia 2006 w Londynie) – angielska pisarka dla dzieci.
Najbardziej znanym jej dziełem Północ w tajemniczym ogrodzie (1958, wyd. pol 1999), nagrodzona Carnegie Medal - mistyczna opowieść o przyjaźni i dorastaniu, w której 10-letni Tom zaprzyjaźnia się z Hatty, dziewczynką z przeszłości, którą spotyka w magicznym ogrodzie, który pojawia się wyłącznie w nocy, gdy stary zegar wybija nieistniejącą godzinę 13. Historia ta w 1999 doczekała się filmowej adaptacji, a później także adaptacji scenicznej. Inne książki Pearce to częściowo autobiograficzna Minnow on the Say (1955), The Children of the House (1968), The Battle of Bubble and Squeak (1978), za którą otrzymała Whitbread Book Awards, i The Little Gentleman (2004). Poza tym napisała wiele krótkich historii i recenzji książek. W 1997 została odznaczona Orderem Imperium Brytyjskiego.